# Spin (tạp chí)
Spin là một tạp chí âm nhạc của Mỹ được thành lập năm 1985 bởi Bob Guccione Jr.